# Weinbau in Schleswig-Holstein

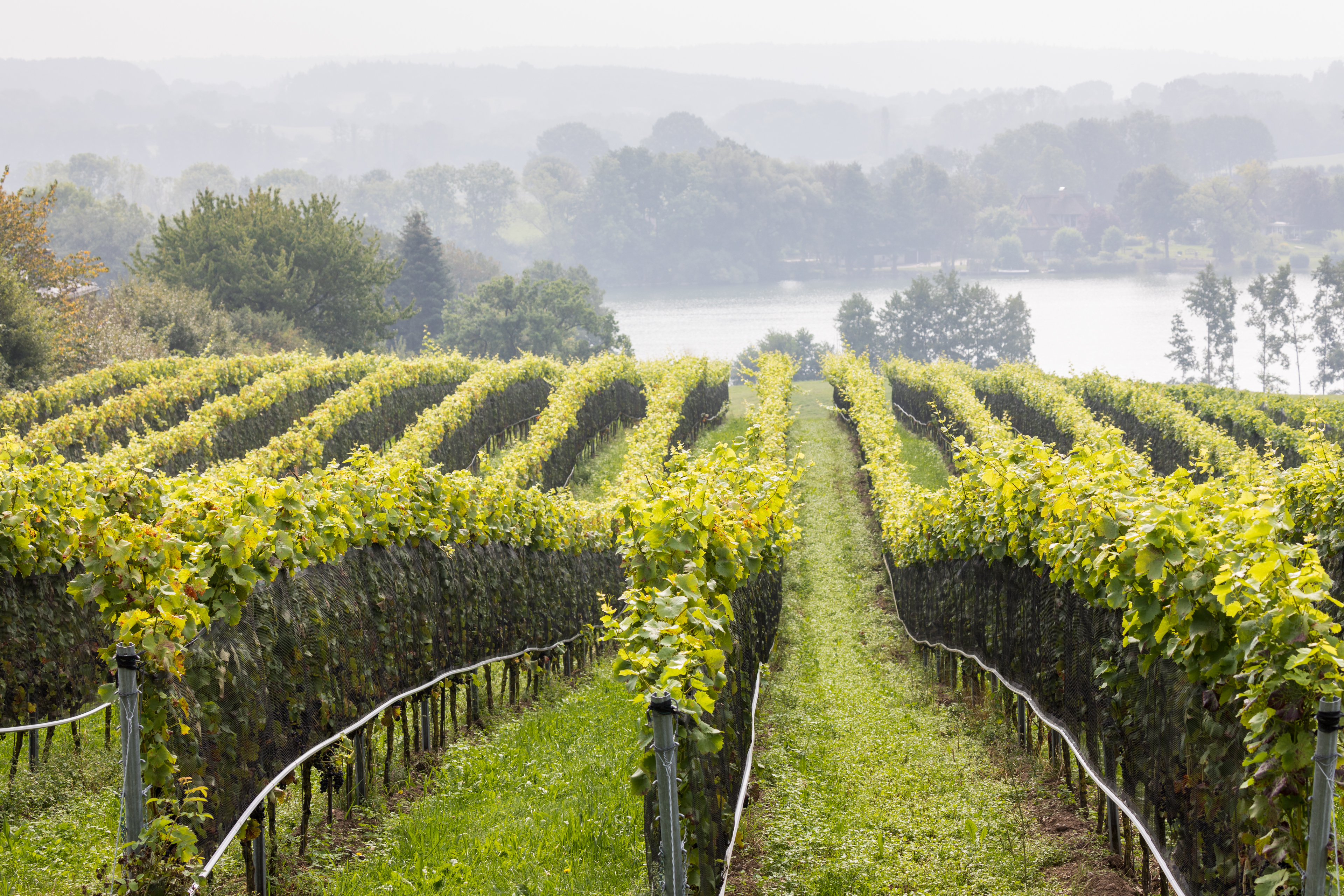
Weinberg bei der Grebiner Mühle

Seit 2009 wird Weinbau in Schleswig-Holstein auf insgesamt etwa 30 ha Gesamtfläche betrieben. Der Anbau ist in der „Landesverordnung zur Durchführung weinrechtlicher Vorschriften“ (WeinDVO) reglementiert. Demnach umfasst das „Weinbaugebiet Schleswig-Holstein“ Rebflächen in der Gemeinde Sylt, außerdem in Nieblum und Alkersum auf Föhr, den beiden Gemeinden Westensee und Langwedel nahe Kiel im Kreis Rendsburg-Eckernförde, Delingsdorf im Kreis Stormarn, Grebin im Kreis Plön sowie dessen Nachbargemeinde Malente im Kreis Ostholstein, beide in der Holsteinischen Schweiz gelegen. Wein aus diesem Gebiet kann nach den verordneten Bestimmungen als Schleswig-Holsteinischer Landwein vermarktet werden.

## Entwicklung des Weinbaus
In der Zeit des Spätmittelalters erreichte der Weinbau im gesamten deutschen Raum einen Höhepunkt, da überall Messwein für die Gottesdienste benötigt wurde. Zudem bedeutete Weinhandel angesichts der niedrigeren Getreidepreise gerade für den Klerus ein lukratives Geschäft. Auch auf dem Gebiet des heutigen Schleswig-Holsteins wird für diesen Zeitraum Weinbau angenommen. Hinweise hierfür finden sich in den Städten Elmshorn, Itzehoe, Preetz und Gülzow. Rohlfs vermutete schon 1878, dass der Niedergang des Weinbaus in Norddeutschland weniger mit dem dortigen Klima zusammenhänge, sondern vielmehr mit der Reformation, die zu einer Auflösung von Klöstern geführt hätte, die bis dahin für die Kultivierung des Weins verantwortlich gewesen seien. Ein weiterer Grund könnte auch der Bevölkerungszuwachs Ende des 15. Jahrhunderts gewesen sein, infolge dessen an vielen Orten in ganz Deutschland Weinland wieder zu Ackerland wurde, um die Ernährung der Bevölkerung gewährleisten zu können.
Vor dem zeitgenössischen Anbaustart im Jahr 2009 waren 10 ha an Neuanpflanzungsrechten von Rheinland-Pfalz an Schleswig-Holstein abgetreten worden. Federführend dabei war Frederik Paulsen, der zwischen den damaligen Ministerpräsidenten Peter Harry Carstensen und Kurt Beck vermittelte. Nach Änderung gesetzlicher Vorgaben wächst die genehmigte Gesamtanbaufläche jährlich um einige Hektar an, zuletzt um 4,53 ha im Jahr 2019 und um 2,11 ha im Jahr 2020 sowie um 4,30 ha im Jahr 2021, um 4,38 ha im Jahr 2022 und um 3,67 ha im Jahr 2023. Zu diesen Flächen gehört auch ein Weinberg in Bargteheide im Kreis Stormarn, der bislang allerdings nicht im Text der WeinDVO erwähnt wird.

## Charakterisierung
In der „Produktspezifikation für eine geschützte geografische Angabe“ werden Schleswig-Holsteinische Landweine als „fruchtbetonte leichte Weine mit einem markanten Säureeindruck“ charakterisiert, die ihre Eigenschaften durch die spezifischen eiszeitlichen Böden erhalten. Die sandigen Schwemmböden mit verschieden hohen Lehmanteilen prägten den filigranen Körper der Weine. Der Einfluss durch die meeresnahe Lage begünstige eine langsame physiologische Reife und trage zu einer ausgeglichenen Fruchtigkeit der Weine bei: Weißer Schleswig-Holsteinischer Landwein besitzt eine hellgrüne bis gelbe Farbe sowie Primärfruchtaromen von Pfirsich, Aprikose oder Banane bei deutlich wahrnehmbarer Säure. Roter Schleswig-Holsteinischer Landwein hat eine hell- bis dunkelrote Farbe mit Fruchtaromen von Erdbeeren, Blaubeeren, Holunder oder Kirsche.
Zum Anbau zugelassen sind die Weißweinrebsorten Helios, Johanniter, Merzling, Müller-Thurgau, Ortega, Phoenix und Solaris. Für den Rotweinanbau sind die Sorten Cabernet Cortis, Reberger, Regent und Rondo erlaubt.

## Liste von Weingütern
Die nachfolgende Tabelle bietet eine Zusammenstellung bekannter Weingüter in Schleswig-Holstein.
| Nördliche Breite | Ort und Bezeichnung                    | Fotografie | Pflanzjahr | Größe (ha) bzw. Anzahl der Rebstöcke | Rebsorten/Bemerkungen                                                                            | Koordinaten |
| ---------------- | -------------------------------------- | ---------- | ---------- | ------------------------------------ | ------------------------------------------------------------------------------------------------ | ----------- |
| 54° 54´          | Nördlichster Weinberg in Keitum        |            | 2009       | 0,7 ha                               | Solaris                                                                                          | (Lage)      |
| 54° 54´          | Weinberg in Keitum                     |            | 2009       | 0,3 ha                               | Solaris, Riva                                                                                    | (Lage)      |
| 54° 42´          | Weinfeld Alkersum                      |            | 2009       |                                      | Johanniter, Solaris                                                                              | (Lage)      |
| 54° 40´          | Weingut Waalem in Nieblum              |            | 2009       |                                      | Johanniter, Solaris                                                                              | (Lage)      |
| 54° 21´          | Gut Warleberg in Neuwittenbek          |            | 2018       | 1 ha                                 | Solaris                                                                                          | (Lage)      |
| 54° 15´          | Gut Deutsch-Nienhof in Westensee       |            | 2002       | 2 ha                                 |                                                                                                  | (Lage)      |
| 54° 12´          | Weingut Ingenhof in Malkwitz (Malente) |            | 2009       | ca. 8 ha                             | Solaris, Muscaris, Souvignier Gris und Sauvitage; Regent und Cabernet Cortis und Cabernet Cantor | (Lage)      |
| 54° 11´          | Weingut Hof Altmühlen in Grebin        |            | 2009       |                                      | Solaris                                                                                          | (Lage)      |
| 53° 42´          | Schatoh Feldmark in Delingsdorf        |            | 2016       | 1,7 ha                               | Solaris, Johanniter, Muscaris und Riesel                                                         | (Lage)      |

- Karte mit allen Koordinaten von Norden nach Süden:
- OSM |
- WikiMap

## Trivia
Der nördlichste Weinberg Schleswig-Holsteins (und Deutschlands) liegt in Keitum auf Sylt an der Munkmarscher Chaussee (Lage) in der Nähe von St. Severin. Die Sylter Anbauflächen liegen zudem etwas weiter nördlich als die Weinberge auf Föhr.
Der Sylter Weißwein namens „sölviin“ basiert auf der Rebsorte Solaris und wird in ökologischer Bewirtschaftung angebaut. Es wurden 2009 erstmals 2.700 Rebstöcke gesetzt; 2018 folgten weitere 6.000 Rebstöcke.
Auch Balthasar Ress lässt seit 2009 in Keitum unter dem Namen 55 Grad Nord Wein anbauen. Hiermit wird auf die Lage der Nordseeinsel auf dem 55. Breitengrad angespielt.

## Weinbau in anderen Bundesländern
Weitere Weinbaugebiete außerhalb der etablierten Anbaugebiete beschreibt Weinbau in Deutschland#Weinbau ohne geschützte Herkunft.